# 皮亚琴察足球俱乐部
皮亚琴察足球俱乐部（義大利語：Piacenza Calcio）是位于意大利艾米利亚-罗马涅大区皮亚琴察的足球俱乐部，成立于1919年，目前在意大利足球丁级联赛中参赛。俱乐部多数赛季在意大利甲级和乙级联赛之间徘徊。球队的颜色是红色和白色。
皮亚琴察队在1986年获得了英格兰-意大利杯的冠军。球队在意大利足球甲级联赛中的最好成绩是1997-98赛季和2001-02赛季取得的第12名。皮亚琴察队曾经以严格拒绝外籍球员而著称，但现在球队已有外援，这些外援多数来自欧洲。比较著名的球员有因扎吉兄弟、阿尔贝托·吉拉迪诺、马西莫·泰比和达里奥·胡布内尔等人。

## 荣誉

### 意大利杯
- 冠军：1986年

### 意大利足球乙级联赛
- 冠军：1994-95赛季
- 亚军：2000-01赛季
- 升级：1992-93赛季

### 意大利足球乙级联赛 (1929年以前)
- 升级：1927-28赛季
- 分区亚军：1922-23赛季、1924-25赛季

### 意大利足球丙级联赛
- 冠军：1986-87赛季、1990-91赛季
- 亚军：1936-37赛季、1937-38赛季

### 艾米利亚冠军杯
- 冠军：1919-20赛季

## 著名球员
- 阿尔贝托·吉拉迪诺（Alberto Gilardino）
- 谢尔盖·古伦科（Sergei Gurenko）
- 达里奥·胡布内尔（Dario Hübner）
- 菲利普·因扎吉（Filippo Inzaghi）
- 西蒙尼·因扎吉（Simone Inzaghi）
- 马尔科·马尔基奥尼（Marco Marchionni）
- 恩佐·马雷斯卡（Enzo Maresca）
- 马西莫·泰比（Massimo Taibi）
- 皮耶特罗·维尔乔沃德（Pietro Vierchowod）
- 塞尔吉奥·沃尔皮（Sergio Volpi）
- 马西莫·马尔焦塔（Massimo Margiotta）